# Kościół św. Klemensa w Sewastopolu
Kościół pw. św. Klemensa męczennika w Sewastopolu – kościół rzymskokatolicki w Sewastopolu na Półwyspie Krymskim. Został zbudowany w 1911 roku. W 1936 r. w wyniku prześladowań chrześcijan mających miejsce w Związku Radzieckim został zamknięty przez władze i potem zamieniony w kino „Przyjaźń”.

## Historia
Budowę kościoła katolickiego planowano jeszcze w połowie XIX wieku, ale te plany zostały przerwane przez wojnę krymską, kiedy materiały przygotowane do budowy kościoła zostały przeznaczone na umocnienie miasta. W 1871 w mieście ustanowiono katolicką kaplicę pw. Niepokalanego Poczęcia Najświętszej Maryi Panny. Od 1896 r. wspólnota katolicka w celach spotykania się na modlitwie wynajmowała jedynie prywatny budynek, mimo że wiernych było tak wielu, że nie wszyscy mogli się w środku zmieścić. 
W 1898 wspólnota wiernych poprosiła o budowę nowego kościoła. Dwa lata później ministerstwo spraw wewnętrznych zezwoliło na budowę. Działkę pod budowę ofiarował mieszkaniec miasta J. I. Kamiński (Ю. І. Каминський). Budowę rozpoczęto dopiero w maju 1905 r. wg projektu inżyniera wojskowego Tereckiego. 
Pierwotnie planowano budowę kościoła w stylu gotyku angielskiego, który miał charakteryzować się strzelistymi kształtami i ostro zakończonymi łukami. Zaprojektowano trzy nawy oraz podpiwniczenie. Nad środkową nawą miała znajdować się wysoka wieża z krzyżem. Liczne szpiczaste okna i rozety miały być udekorowane kolorowymi witrażami, a na bocznych ścianach fasady głównej przygotowano miejsce na figury świętych. 
Jednak, ze względu na brak wystarczających funduszy, projektu nie ukończono w całości. W szczególności wieża była niższa, niż planowana. Budowę ukończono w 1911 r. 
Po rewolucji październikowej parafię opuściło wielu wiernych, którzy wyemigrowali z Krymu, kościół jednak dalej funkcjonował. W 1936 roku postanowieniem radzieckiej władzy kościół zamknięto i zarekwirowano na cele kulturalne i oświatowe, a ksiądz Matias Gudaitis został rozstrzelany. W czasie obrony Sewastopola w kościele znajdował się radiowęzeł, a budynek został uszkodzony w wyniku bombardowania.
W roku 1960 kościół zamieniono w kino dla dzieci „Przyjaźń” (ros. Дружба). Budynek powiększono stawiając przed głównym wejściem dwupiętrową betonowo-szklaną dobudówkę, która przykryła gotycką, główną fasadę. We wnętrzu jedyne zachowane fragmenty gotyckiej architektury znajdują się za ekranem. W kaplicy kościoła pod ołtarzem głównym urządzono toaletę publiczną, a w przybudówce kawiarnię. 
Po rozpadzie ZSRR w Sewastopolu utworzono katolicką wspólnotę św. Klemensa, która oczekiwała oddania kościoła zgodnie z postanowieniem prezydenta z 4 września 1992 r. „O sposobach zwrotu organizacjom religijnym mienia kulturowego”. Jednak Rada Miejska Sewastopola, posiadająca prawo zarządzania budynkami stanowiącymi własność komunalną, przez wiele lat odmawiała oddania kościoła. Wśród prorosyjskich, nacjonalistycznie nastawionych członków rady, którzy stanowili jej większość po odzyskaniu niepodległości przez Ukrainę, otworzenie kościoła katolickiego w mieście było niedopuszczalne. Tymczasem wspólnota katolicka chciała wyremontować i urządzić budynek kościoła z własnych środków, w szczególności planowała zbudować wieżę w wysokości przewidzianej pierwotnym projektem z początku XX wieku. 
W listopadzie 2008 roku w pomieszczeniu byłego kościoła odbyła się liturgia, ale to był jedyna taka sytuacja we współczesnej historii kościoła. 
Od 2010 kino „Przyjaźń” nie działa, a budynek jest zamknięty. W 2011, po ściągnięciu ekranu kinowego, okazało się, że prezbiterium świątyni jest praktycznie niezniszczone, mimo że władze komunistyczne starały się zniszczyć wszystkie ślady wskazujące na sakralne przeznaczenie budowli.
W 2011 roku nowy szef administracji miasta Wołodymyr Jacuba zaproponował zwrócenie kościoła wiernym , jednak wtedy rada miejska kolejny raz nie podjęła decyzji o zwrocie. W 2013 roku władze Ukrainy miały zamiar ułatwić oddanie kościoła w ramach obchodów 1025-lecia chrztu Rusi, jednak również wtedy to się nie udało. 
3 czerwca 2018 r. przed kościołem z udziałem biskupa pomocniczego diecezji odesko-symferopolskiej Jacka Pyla i zastępcy głowy de facto władz miasta podległych Rosji Jurija Kirowa odbyła się ceremonia przekazania budynku wspólnocie katolickiej. Parafianie mają nadzieję, że w ciągu 6 lat uda się wyremontować budynek przywracając mu sakralny charakter. W planie prac remontowych jest m.in. wstawienie organów.  Od 1996 r. nabożeństwa odbywają się w pomieszczeniu niedaleko budynku kościoła.

## Galeria

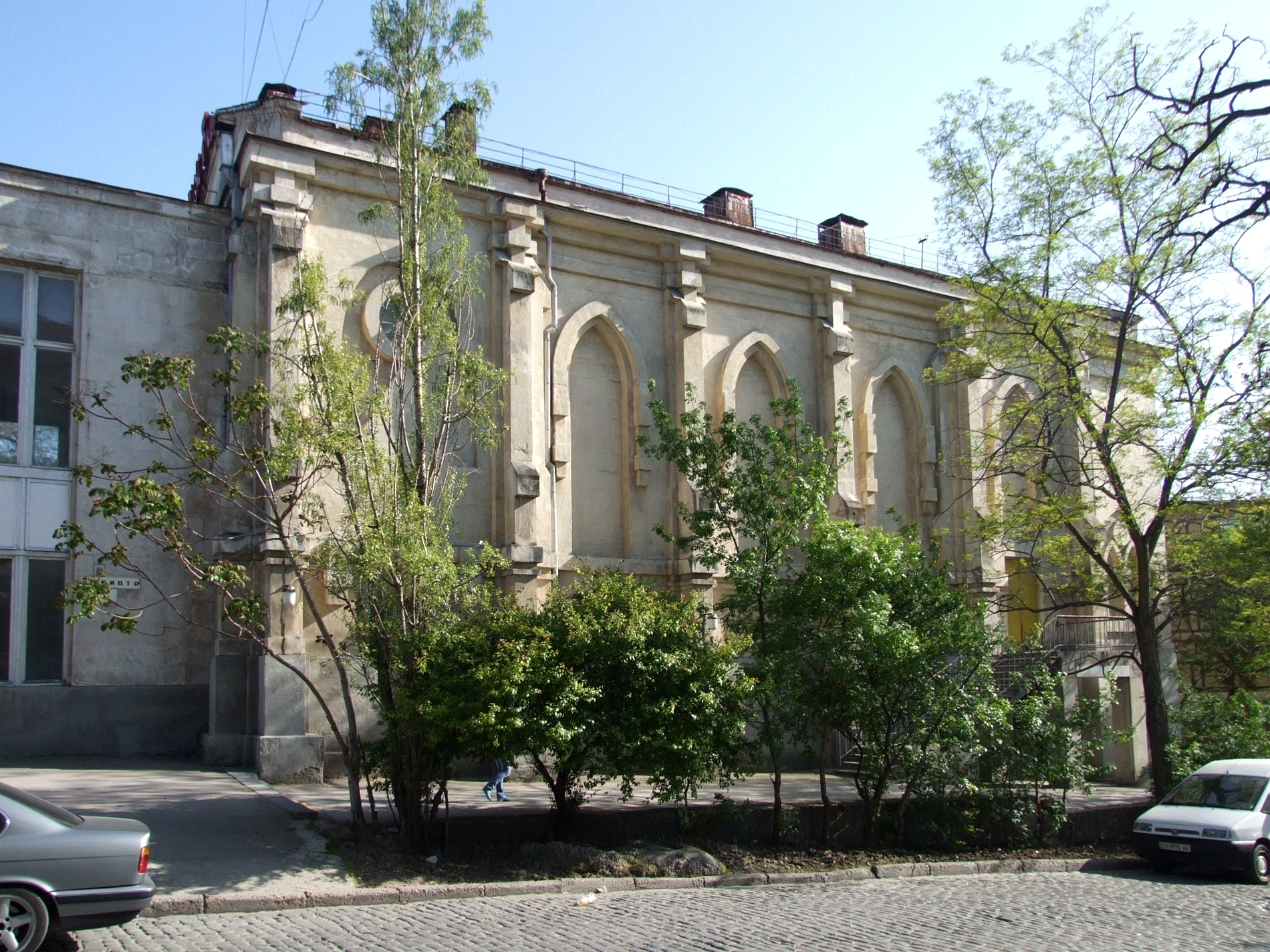
Boczna fasada w dużej mierze zachowałą pierwotny wygląd. Zabudowane kamieniem łuki wcześniej były oknami.
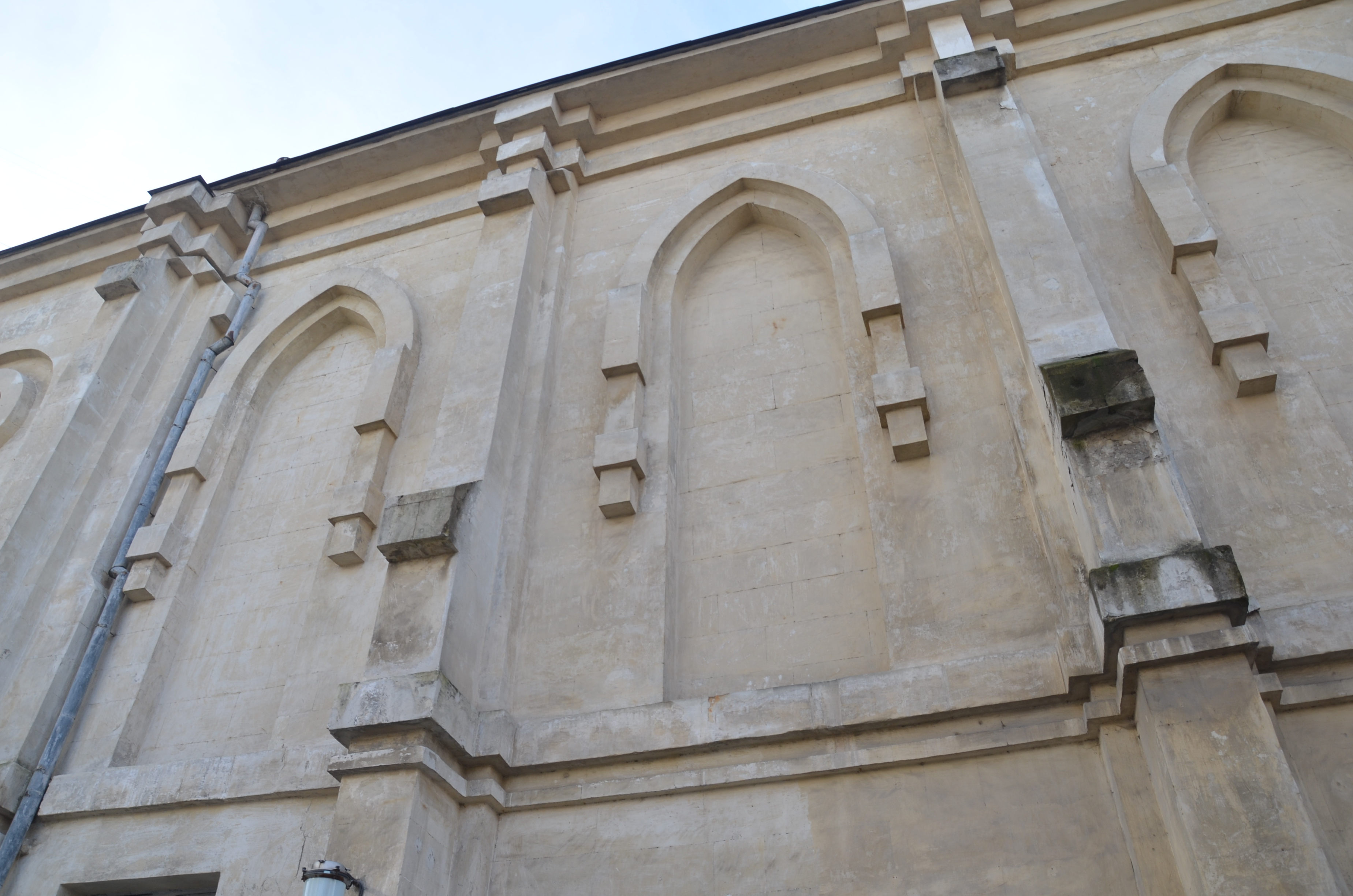
Podpory i szpiczaste łuki tworzą gotycką zabudowę
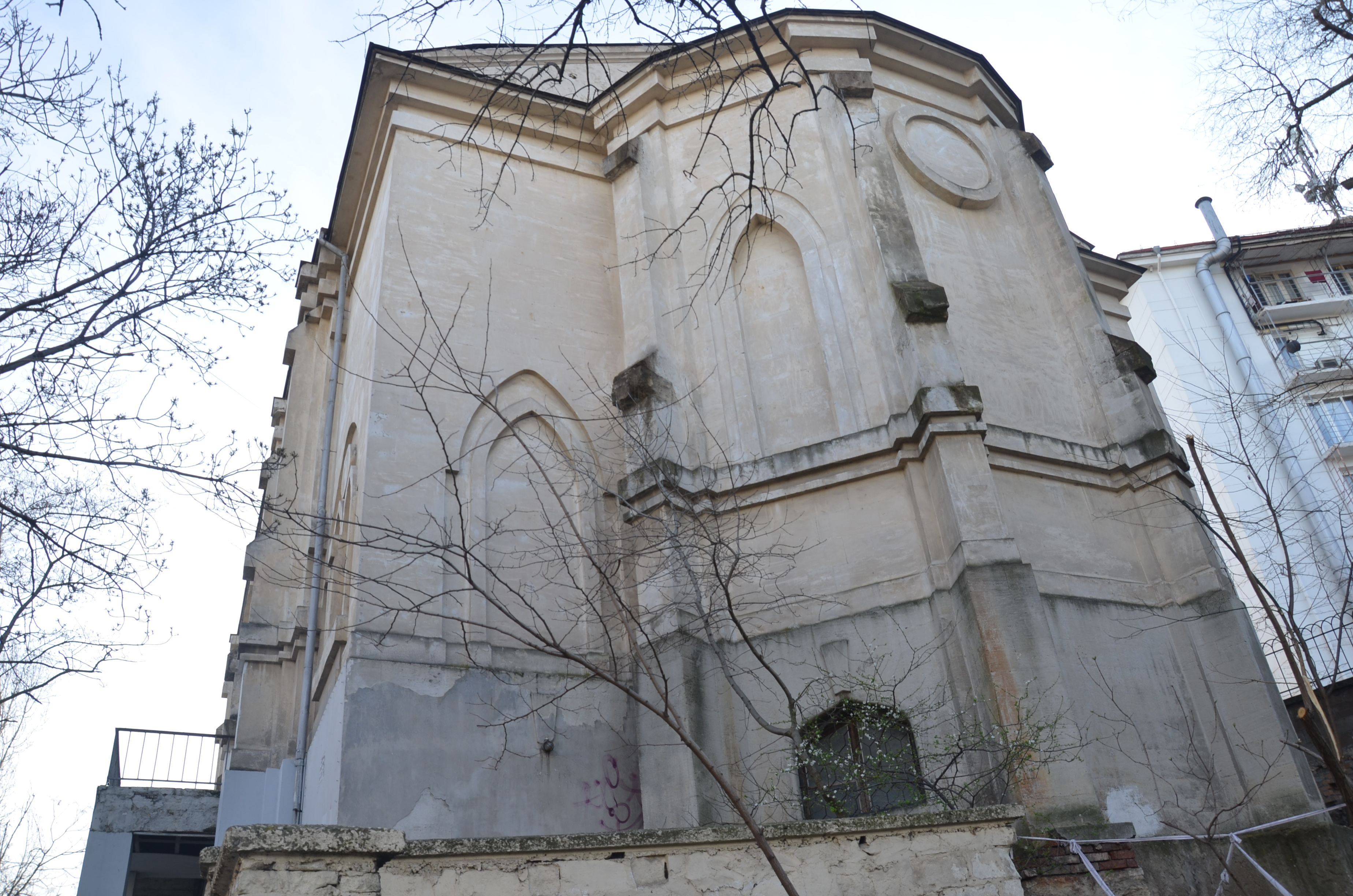
Kościół od strony ołtarza